# Erioptera (Erioptera) megophthalma
Erioptera (Erioptera) megophthalma is een tweevleugelige uit de familie steltmuggen (Limoniidae). De soort komt voor in het Nearctisch gebied.